# Higaonna Kanryō
Kanryo Higaonna (Higashionna) (東恩納 寛量 (Higaonna Kanryō?); Naha, 10 marzo 1853 – ottobre 1915) è stato un karateka e maestro di karate giapponese.

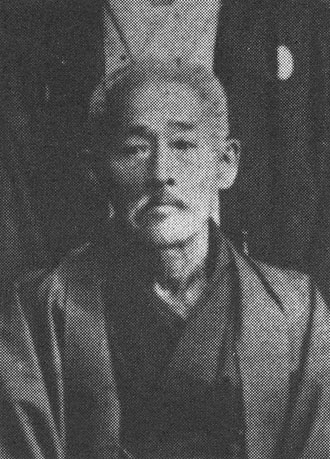
Higaonna Kanryō

Fu un nativo di Nishi-shin-machi, Naha, (Okinawa). Nacque in una famiglia di mercanti, il cui guadagno principale si basava sulla vendita di legna da ardere; una merce parecchio costosa per il Regno delle Ryūkyū. Fu il fondatore del Naha-Te.
Il suo nome di famiglia viene pronunciato "Higaonna" in Okinawense, e "Higashionna" in Giapponese. Nelle lingua occidentali le due varianti vengono spesso interscambiate.
Nei primi Anni 1860 iniziò a studiare le arti marziali sotto un maestro chiamato Seisho Arakaki. A quel tempo la parola karate non era una parola di uso comune e per riferirsi alle arti marziali spesso si usava la parola Te ("mano"). Qualche volta si usava la prefazione riferita al luogo di origine come ad esempio: Naha-te, Shuri-te, o più semplicemente Okinawa-te.